# Каманья-Монферрато
Каманья-Монферрато (итал. Camagna Monferrato) — коммуна в Италии, располагается в регионе Пьемонт, в провинции Алессандрия.
Население составляет 543 человека (2008 г.), плотность населения составляет 58 чел./км². Занимает площадь 9 км². Почтовый индекс — 15030. Телефонный код — 0142.
Покровителем коммуны почитается святой Евсевий из Верчелли, празднование 1 августа.

## Демография
Динамика населения:

## Администрация коммуны
- Официальный сайт: